# Aedicira oregonensis
Aedicira oregonensis är en ringmaskart som beskrevs av Fauchald och Hancock 1984. Aedicira oregonensis ingår i släktet Aedicira och familjen Paraonidae. Inga underarter finns listade i Catalogue of Life.